# Steven Brand
Steven Brand (Dundee, 26 giugno 1969) è un attore britannico.

## Biografia
Brand inizialmente è apparso nella serie televisiva Casualty dal 1994 al 1995 e nella soap opera Doctors dal 2000 al 2001. In seguito debutta nel 2002 con il film della Universal Il Re Scorpione, nel quale ha interpretato il ruolo di Memnone, perfido dittatore militare e antagonista del protagonista accadico Mathayus, interpretato da The Rock.
In seguito al successo del suo debutto cinematografico, Brand ha recitato in diverse serie televisive, tipo la serie della HBO Quello che gli uomini non dicono, la serie CSI - Scena del crimine, la miniserie Rose Red di Stephen King, ed è apparso in diversi film come Treasure Riders con David Carradine e Say It in Russian con Faye Dunaway. Dal 2006 al 2011 ha doppiato i personaggi di Alexander Anderson e Richard Hellsing nella versione OAV di Hellsing.

## Filmografia

### Attore

#### Cinema
- Il Re Scorpione (The Scorpion King), regia di Chuck Russell (2002)
- Treasure Raiders, regia di Brent Huff (2007)
- Say It in Russian, regia di Jeff Celentano (2007)
- XII, regia di Michael A. Nickles (2008)
- Hellraiser: Revelations, regia di Victor Garcìa (2011)
- Saving Lincoln, regia di Salvador Litvak (2013)
- Echoes, regia di Nils Timm (2014)
- Saw X, regia di Kevin Greutert (2023)

#### Televisione
- The Darling Buds of May – serie TV, 4 episodi (1993)
- Casualty – serie TV, 20 episodi (1994-1995)
- Taggart – serie TV, episodio 14x03 (1998)
- Metropolitan Police (The Bill) – serie TV, episodio 15x12 (1999)
- Doctors – serial TV, 22 puntate (2000-2001)
- Quello che gli uomini non dicono (The Mind of the Married Man) – serie TV, 1 episodio (2002)
- Rose Red, regia Craig R. Baxley – miniserie TV (2002)
- CSI - Scena del crimine (CSI: Crime Scene Investigation) – serie TV, episodio 5x04 (2004)
- NCIS - Unità anticrimine (NCIS) – serie TV, episodio 2x16 (2005)
- Point Pleasant – serie TV, episodi 1x11-1x12-1x13 (2005-2006)
- The Nine – serie TV, episodio 1x09 (2007)
- Shark - Giustizia a tutti i costi (Shark) – serie TV, episodio 2x07 (2007)
- Samurai Girl – miniserie TV, 6 episodi (2008)
- Amanti (Mistresses) – serie TV, 6 episodi (2009)
- CSI: Miami – serie TV, episodio 7x19 (2009)
- 90210 – serie TV, episodio 2x01 (2010)
- NCIS: Los Angeles – serie TV, episodio 2x02 (2010)
- Triassic Attack - Il ritorno dei dinosauri (Triassic Attack), regia di Colin Ferguson – film TV (2010)
- Human Target – serie TV, episodio 2x13 (2011)
- Covert Affairs – serie TV, episodio 1x02 (2011)
- The Cabin, regia di Brian Trenchard-Smith – film TV (2011)
- Castle – serie TV, episodio 4x12 (2012)
- Magic City – serie TV, episodi 1x03-1x08 (2012)
- Men at Work – serie TV, episodio 3x02 (2014)
- Teen Wolf – serie TV, 7 episodi (2014-2016)
- Secrets and Lies – serie TV, 4 episodi (2015)
- Uno scambio fatale (Accidental Switch), regia di Fred Olen Ray – film TV (2016)
- Vikings: Valhalla - serie TV (2023)

### Doppiatore
- Hellsing – serie animata, 13 episodi (2001-2002)
- Hellsing Ultimate – serie animata, 5 episodi (2006-2011)
- The Order: 1886 – videogioco (2015)
- Immortals of Aveum – videogioco (2023)

## Doppiatori italiani
Nelle versioni in italiano delle opere in cui ha recitato, Steven Brand è stato doppiato da:
- Francesco Prando in CSI - Scena del crimine, Magic City
- Roberto Draghetti ne Il Re Scorpione
- Luca Ward in Samurai Girl
- Antonio Palumbo in Amanti
- Alessandro Maria D'Errico in Triassic Attack - Il ritorno dei dinosauri
- Gianfranco Miranda in NCIS: Los Angeles
- Andrea Ward in Castle
- Alberto Angrisano in Teen Wolf
- Raffaele Proietti in Secrets and Lies
- Enrico Di Troia in Secrets and Lies (ep. 1x04)
- Gerolamo Alchieri in Hawaii Five-0
- Alberto Onofrietti in Vikings: Valhalla
- Dario Oppido in Saw X

Da doppiatore è stato sostituito da:
- Luca Ghignone in The Order: 1886 (commissario Doyle)
- Lorenzo Scattorin in The Order: 1886 (Lord Dunglass)
- Oliviero Corbetta in Immortals of Aveum